# Арабоси
Арабо́си (чув. Арапуҫ) — деревня в  Урмарском муниципальном округе Чувашской Республики Российской Федерации. 

## География
Расположена в северо-восточной части региона, в пределах Чувашского плато, на левобережье реки Аря, на расстоянии 82 км от Чебоксар, 5 км до райцентра Урмары, до железнодорожной станции Урмары 5 км.

## Уличная сеть
Улицы: 70 лет Октября, Больничная, Восточная, Гагарина, Е. Никитина, К. Маркса, Кирова, Крупской, Ленина, Лесная, Мира, Мичурина, Н. Зарубина, Николаева, Октябрьская, Первомайская, Советская, Школьная, Шоссейная. 

Переулки: Комсомольский, Озёрный, Пионерский, Пушкина, Садовый, Сеспеля, Снежный, Торговый, Урмарский, Чапаева.

### Климат
В деревне, как и во всём районе, климат умеренно континентальный с продолжительной холодной зимой и довольно тёплым сухим летом. Средняя температура января −13 °C; средняя температура июля 18,7 °C. За год выпадает в среднем 400 мм осадков, преимущественно в тёплый период. Территория относится к I агроклиматическому району Чувашии и характеризуется высокой теплообеспеченностью вегетационного периода: сумма температур выше +10˚С составляет здесь 2100—2200˚.

## Название
Согласно наиболее лингвистически обоснованной этимологии, Арапуҫ означает начало реки Аря.

### Исторические и прежние названия
Исторические названия: Арябаши, Старая Арябоси.

## История
Первое упоминание о поселении относится ещё к XIV веку. 

В XVII веке основана переселенцами из-под города Свияжск. Жители — до 1724 года ясачные люди, до 1866 года — государственные крестьяне; занимались земледелием, животноводством. В 1893—1931 годах функционировал храм Святого Николая Чудотворца, с 1882 года — одноклассная церковно-приходская школа, с 15 ноября 1884 года — школа грамоты, с 1912 года — земская больница. В начале XX века действовали водяные и ветряные мельницы, конные крупообдирки, кузнечные заведения. В 1929 году образован колхоз «Арабось». 

29 мая 2014 была презентована книга известного чувашского краеведа С. Гурьева «История деревни Арабоси».

### Административно-территориальная принадлежность
До 1926 года называлось Старые Арабоси (чув. Кивě Арапуҫ) и относилось к Цивильскому уезду Казанской губернии (до 1920 года), с 24 июня 1920 года — Чувашской АО, с 21 апреля 1925 — Чувашской АССР. C 1927 года село включено в Урмарский район.
С 2004 по 2022 гг. – адм. центр Арабосинского сельского поселения Урмарского района.
В рамках реформы местного самоуправления к 1 января 2023 года посления района были упразднены, а  НП объединены в единый  муниципальный округ.

## Население
| 2010 | 2012  | 2015  |
| ---- | ----- | ----- |
| 1502 | ↗1521 | ↘1431 |

По данным Всероссийской переписи населения 2002 года в деревне проживало 1459 человек, преобладающая национальность — чуваши (98 %).

Население — 2052 человека (2007). Из них: моложе трудоспособного возраста — 290; трудоспособного возраста — 1300; старше трудоспособного возраста — 462.

## Уроженцы
- Никитин, Ефим Никитич (1912—2000, Арабоси) актёр, драматург, народный артист Чувашской АССР.
- Гурьев Семён Гурьевич (1911—1984, Арабоси), секретарь Батыревского РК КПСС (1930—1931), управляющий Красночетайским отделением Госбанка СССР, начальник планового отдела Чувашпотребсоюза, управляющий Шумерлинским отделением Госбанка СССР, известный краевед республики, создавший многотомный рукописный труд по истории села Арабоси, основанного на документах многих архивов СССР. В его работах имеются сведения по истории сел и деревень нашего района.
- Яковлев Георгий Яковлевич (1927, Арабоси), окончил Чебоксарское художественное училище, учитель Большеяниковской школы, художник журнала «Капкан», автор 3 книг, участник Всемирных выставок «Сатира за мир» (1969,1973), зональных выставок «Большая Волга», Всероссийской выставки художников-сатириков, художник нескольких книг, обладатель премии художников-карикатуристов им. Ивана Лучи.

## Инфраструктура
Население в основном занято в сельском хозяйстве, затем наибольшей популярностью пользуются такие отрасли, как промышленность, строительство, наука (образование), обслуживающая сфера.
Общая площадь муниципального, государственного и частного жилого фонда Арабосинского поселения составляет 39200 м2. В структуре жилого фонда основную долю занимает частное жилье с приусадебными земельными участками. Обеспеченность жильём равна 19,1 м2 общей площади на одного жителя поселения.

### Средняя общеобразовательная школа
На сегодняшний день в селе функционирует одна общеобразовательная школа с общей проектной мощностью на 320 человек. Общая существующая мощность (загруженность учащимися) в общеобразовательных школах составляет 193 места.

### Детское дошкольное учреждение
В Арабосинском сельском поселении существует один детский сад, который посещают 60 детей, в то время, как общая проектная мощность детских садов составляет 140 мест.

### Здравоохранение
Медицинское обслуживание населения села осуществляется двумя больницами и одним офисом врача общей практики, расположенными в селе.

### Предприятия торговли и общественного питания
В настоящее время в Арабосинском сельском поселении функционируют магазины продовольственных и непродовольственных товаров. Общая торговая площадь существующих магазинов составляет 245 м2.

### Учреждения культуры и спорта
На территории Арабосинского сельского поселения располагаются 2 клуба, 1 модельная библиотека, 1 стадион при Арабосинской СОШ, 1 спортивный зал при Арабосинской СОШ.

### Связь и средства массовой информации
Связь: ОАО «Волгателеком», БиЛайн, МТС, МегаФон, интернет ADSL.

Газеты и журналы: Урмарская районная газета «Хĕрлĕ ялав» (Красное знамя).

Телевидение: эфирное и спутниковое телевидение. Эфирное телевидение позволяет принимать национальный канал на русском, чувашском и татарском языках.

### Религия
На территории деревни расположена церковь Святого Николая Чудотворца, построенная на средства казны в 1893 году, однопрестольная. Закрыта в 1931 году. После регистрации прихода в 2001 году полностью восстановлена и перестроена на средства благотворителей, администрации района и прихожан. Престольные праздники: 6 декабря (19 декабря), 9 мая (22 мая).

## Памятники и памятные места
- Мемориал (братская могила) воинам, погибшим в боях Великой Отечественной войны 1941—1945 гг. «Здесь покоится прах фронтовиков, умерших в Арабосинской больнице» (д. Арабоси, на кладбище).
- Памятник воинам-односельчанам, погибшим в боях Великой Отечественной войны 1941—1945 гг (д. Арабоси, ул. Школьная, 14, на территории школы)[12].

## Транспорт
Общая протяженность улично-дорожной сети — 18,5 км, в том числе с твердым покрытием — 4,5 км.